# Katarzyn
Katarzyn (do 31 grudnia 2007 roku – istniała część wsi Katarzyn: Podgórze – wieś w Polsce położona w województwie lubelskim, w powiecie lubartowskim, w gminie Michów.
| SIMC    | Nazwa     | Rodzaj    |
| ------- | --------- | --------- |
| 0386070 | Elżbiecin | część wsi |
| 1020737 | Ujazdówek | część wsi |

W latach 1954–1959 wieś należała i była siedzibą władz gromady Katarzyn, po jej zniesieniu w gromadzie Michów. W latach 1975–1998 miejscowość należała administracyjnie do województwa lubelskiego.
Wieś stanowi sołectwo gminy Michów. Według Narodowego Spisu Powszechnego (III 2011 r.) wieś liczyła 201 mieszkańców.